# Pimène de Moscou
Patriarche Pimène (né Sergueï Mikhailovitch Izvekov, russe : Сергей Михайлович Извеков, à Bogorodsk, Gouvernement de Moscou, le 23 juillet 1910 – mort le 3 mars 1990) est le 14e patriarche de l'Église orthodoxe russe de 1971 à 1990.

## Biographie
Né dans une famille de condition modeste de la région de Moscou, à Bogorodsk, le 23 juillet 1910, prend l'habit monastique très jeune, en 1927.
Il est ordonné prêtre en 1932 alors que les persécutions contre l’Église battent leur plein. Le futur patriarche est nommé en 1949 supérieur du monastère des Grottes de Pskov puis, en 1954, de la laure de la Trinité-Saint-Serge, à Zagorsk (nom soviétique de Serguiev Possad). Ordonné eu 1957 évêque auxiliaire du diocèse d'Odessa, il est, à peine installé, rappelé à Moscou et placé à la tête de la chancellerie du patriarcat. 
En 1961, après un bref passage au diocèse de Toula (16 mars-14 novembre 1961), il est promu métropolite de Leningrad, puis, en 1963, métropolite de Kroutitsy et responsable pastoral du diocèse de Moscou. À la mort du patriarche Alexis en 1970, il assume l'intérim patriarcal. Le 2 juin 1971, étant le seul candidat officiellement désigné, il est élu à l'unanimité patriarche de Moscou et de toutes les Russies.